# Parc Mounir-Kebaili
 (avril 2025).
Si vous disposez d'ouvrages ou d'articles de référence ou si vous connaissez des sites web de qualité traitant du thème abordé ici, merci de compléter l'article en donnant les références utiles à sa vérifiabilité et en les liant à la section « Notes et références ».
Le parc Mounir-Kebaili (arabe : منتزه منير القبايلي), dit parc A, est le centre d'entraînement de l'équipe de football du Club africain inauguré en 1999. Il est situé sur la rive du lac de Tunis.

## Histoire
Portant le nom du footballeur Mounir Kebaili, il s'étend sur sept hectares et compte quatre terrains gazonnés, un terrain synthétique (tartan), une salle de musculation et une salle de soins pour les professionnels.
On peut également y trouver un hôtel et la boutique officiel du club, une première pour un club tunisien.